# TT197
La tombe thébaine TT 197 est située à el-Assasif, dans la nécropole thébaine, sur la rive ouest du Nil, face à Louxor en Égypte.
C'est la sépulture de Pedineith (Pȝ-dj-Nj.t), intendant principal de l'épouse du dieu Amon, l'adoratrice divine Ânkhnesnéferibrê, datant peut-être du règne de Psammétique II.